# Joachim Treusch
Joachim Treusch (Dortmund, 2 de outubro de 1940) é um físico alemão.
De 1984 a 1986 foi presidente da Deutsche Physikalische Gesellschaft.

## Condecorações
- 2010: Medalha Lorenz Oken[1]

## Publicações selecionadas
- Visionen eines Naturwissenschaftlers für das neue Jahrhundert. Herausforderung für Eltern, Schüler, Lehrer und Bildungspolitiker. Adamas Verlag, Köln 2000
- Hochschulstandort Deutschland. Sind die deutschen Hochschulen international wettbewerbsfähig? Stifterverband für die Deutsche Wissenschaft, Essen 1997
- Untersuchung der Bandstruktur des Tellurs mit Hilfe der Kohn-Rostoker-Methode. Dissertation, Universität Marburg 1965, 89 S. mit Abb.